# Pittsburgh compound B
англ. Pittsburgh compound B, PiB — органическое соединение, радиоактивно-меченый аналог флуоресцентного красителя тиофлавина T, который может использоваться для PET-детекции бета-амилоидных бляшек в тканях нервной системы. Благодаря этому свойству PiB, его используют в исследованиях болезни Альцгеймера.

## История

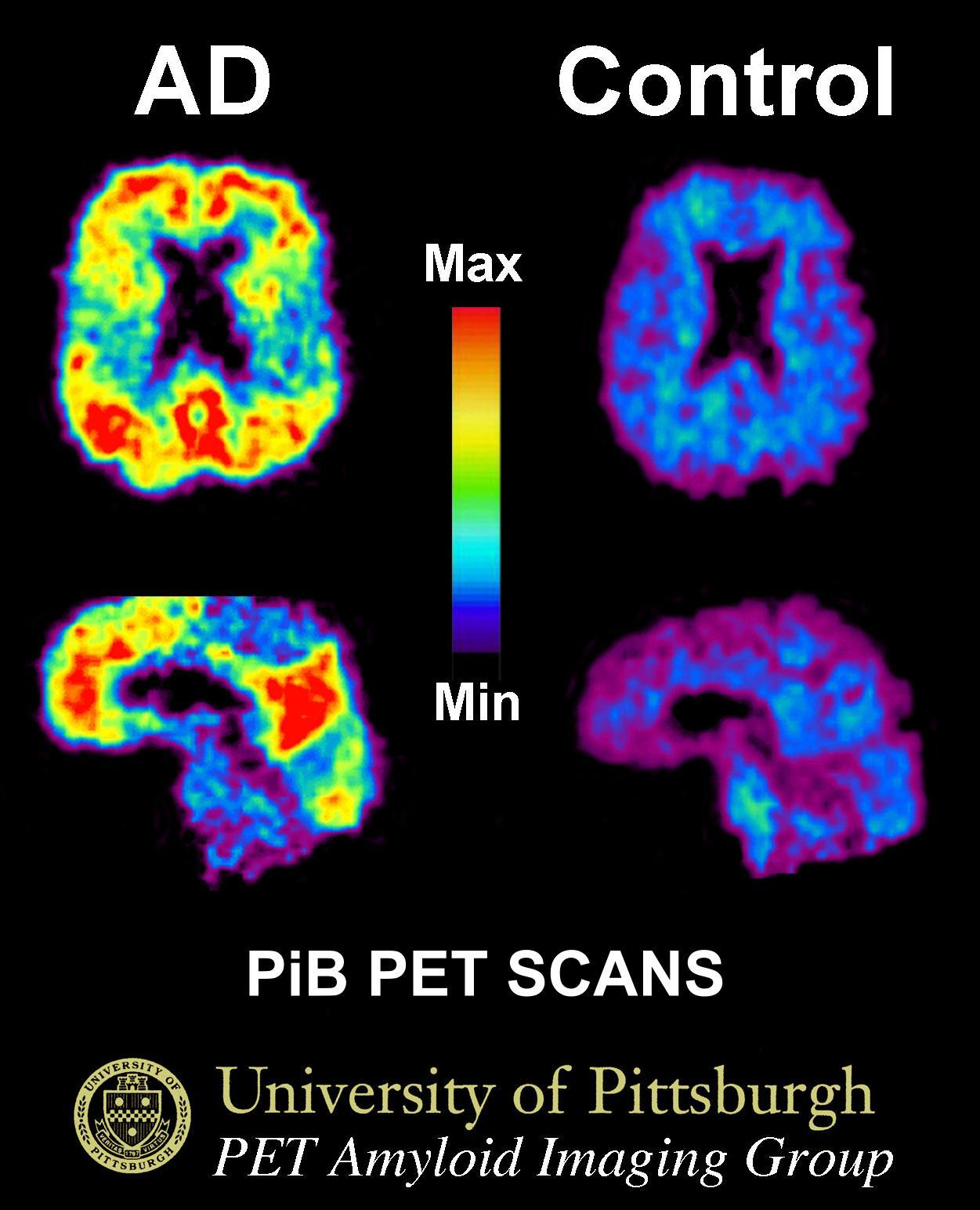
При болезни Альцгеймера (слева) PiB скапливается в мозге, закрепляясь за отложения бета-амилоида. Справа — мозг пожилого человека без признаков болезни Альцгеймера.

Окончательная диагностика болезни Альцгеймера требует морфологического подтверждения наличия в мозге сенильных амилоидных бляшек и нейрофибриллярных узлов. До последнего времени это можно было сделать только после вскрытия. Хотя клинические симптомы могут отслеживаться врачами по ходу заболевания, развитие патологии у больного оставалось вне доступности для врача. Из-за этого практически невозможно оценить эффект появляющейся в последнее время терапии, направленной на рассасывание бляшек, на когнитивные симптомы у больных. Более того, отсутствие диагностических методов прижизненного определения амилоидных бляшек не позволяло проводить дифференциальную диагностику болезни Альцгеймера от деменций других типов.
Для восполнения этого существенного пробела в диагностике заболевания группа из Питтсбургского университета под руководством психиатра-геронтолога Уильяма Кланка и химика Честера Матиса отобрали из класса нейтральных бензотиазолов, производных известного ранее красителя тиофлавина Т, используемого для окраски амилоидных бляшек, группу соединений, подходящих для применения в позитронно-эмиссионной томографии. Одно из этих соединений, радиоактивный [N-метил-11C]2-(4'-метиламинофенил)-6-гидроксибензотиазол, оказался перспективным агентом. Исследователи Уппсальского университета в Уппсале (Швеция) дали этому соединению рабочее название «Питтсбургское соединение B» (Pittsburgh compound-B), поскольку это было вторым из опробованных ими агентом.
Впервые соединение применили в клиническом исследовании в феврале 2002 года в Уппсальском университете. Прижизненная картина, полученная с помощью этого соединения при томографии, показала отложение вещества в тех же областях, где позже при вскрытии были найдены амилоидные отложения. В настоящее время в нескольких университетах мира проходят расширенные исследования PiB и некоторых его аналогов. Патент на соединения принадлежит Питтсбургскому университету.